# Cryptoscopa
Cryptoscopa là một chi bướm đêm thuộc họ Geometridae.